# Maksîmivka, Rozdolne
Maksîmivka (în ucraineană Максимівка) este un sat în comuna Ruciii din raionul Rozdolne, Republica Autonomă Crimeea, Ucraina.

## Demografie
Componența lingvistică a localității Maksîmivka
     Rusă (45,05%)
     Ucraineană (32,6%)
     Tătară crimeeană (4,76%)
Conform recensământului din 2001, nu exista o limbă vorbită de majoritatea populației, aceasta fiind compusă din vorbitori de rusă (45,05%), ucraineană (32,6%), armeană (5,86%) și tătară crimeeană (4,76%).